# Schatkist (ijs)

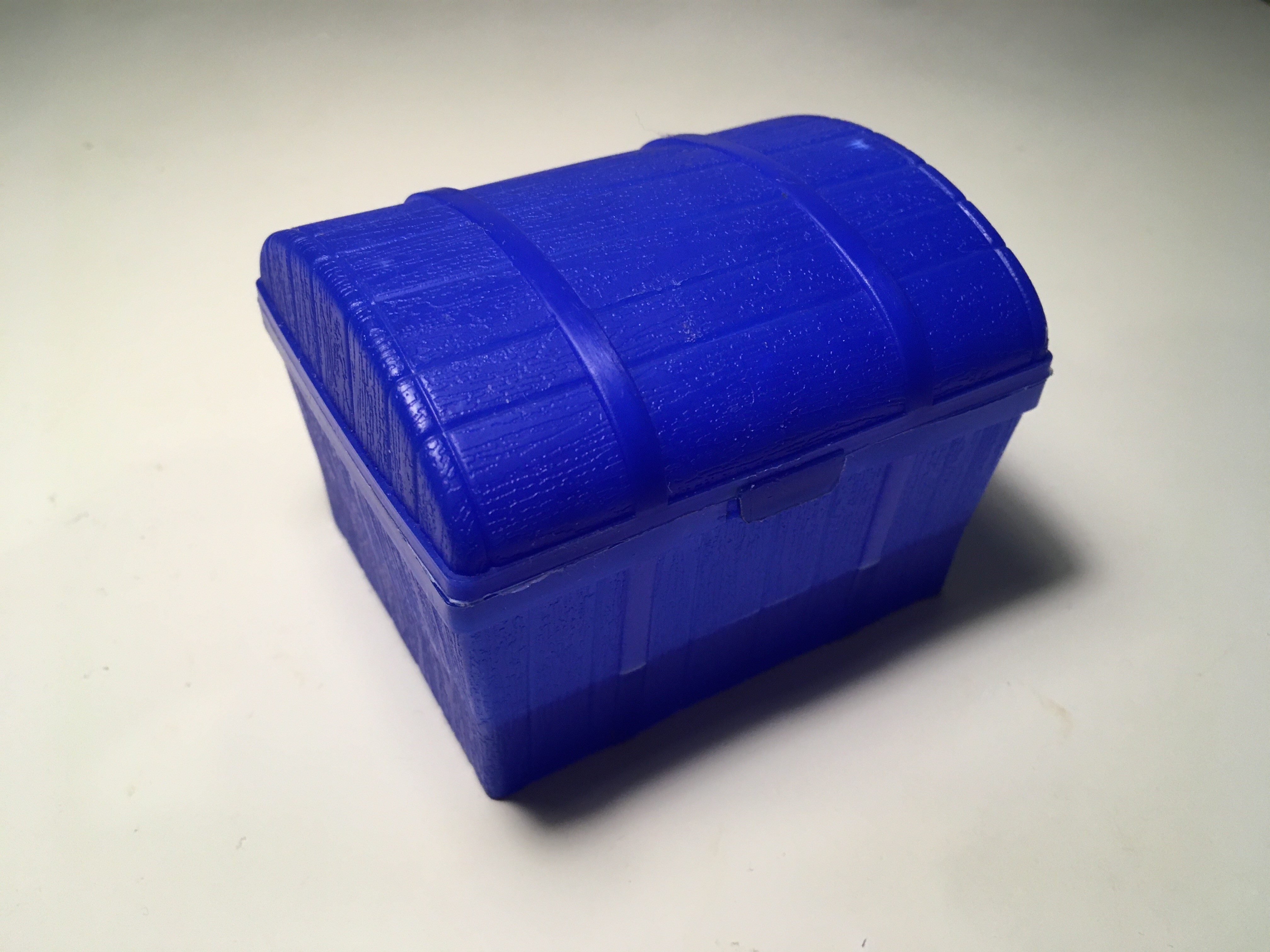
Schatkistijsje (2021)

De Schatkist is een consumptie-ijsje in de vorm van een schatkist. Het ijsje wordt geproduceerd door Unilever, en in Nederland en België verkocht onder de merknaam Ola. In de Schatkist zitten twee smaken ijs: de linkerhelft is vanillesmaak en de rechterhelft is chocoladesmaak.
In 1997 werd het ijsje op de markt gebracht. Destijds was het ijsje beschikbaar met de smaken vanille en aardbeien. De eerste versie van het ijsje beschikte over een dubbele bodem met daarin een speelgoedje. De extrabodem was uitneembaar nadat het ijs was opgegeten. Bij de tweede generatie is er geen uitneembare bodemplaat, en bevindt het speelgoedje zich bovenop het ijs.
Eind 2020 stopte Unilever met het maken van reclames voor kinderijsjes, waaronder de Schatkist. Ook streeft de producent ernaar ijsjes minder ongezond te maken, met het doel van niet meer dan 110 calorieën en maximaal 12 gram suiker per ijsje. Voor context bevat het Schatkistijsje ongeveer 75 calorieën.